# Нінтавур-19
Грама Ніладхарі Нінтавур-19 (№ 38D) — Грама Ніладхарі підрозділу ОС Нінтавур, округ Ампара, Східна провінція, Шрі-Ланка.

## Демографія
| Населення (2007) | Населення (2007) | Населення (2007) | Населення (2007) | Населення (2007) |
| Населення        | Чоловіки         | Жінки            | Діти             | Дорослі          |
| ---------------- | ---------------- | ---------------- | ---------------- | ---------------- |
| 574              | 269              | 305              | 197              | 377              |